# Víctor Cáceres Lara
Víctor Cáceres Lara (* 1915 in Honduras; † 1993) war ein honduranischer Schriftsteller, Politiker und Diplomat.

## Leben
Cáceres Lara war als Lehrer und Journalist tätig. Er wurde Abgeordneter und war zeitweise honduranischer Botschafter in Venezuela. Später wurde er Präsident der Gesellschaft für Geographie und honduranische Geschichte.
Als Schriftsteller verfasste er neben historischen Abhandlungen und Reportagen auch Gedichte und Erzählungen.

## Werke (Auswahl)
- Romances de la algería y de la pena, 1943
- Humus, 1952
- Fechas de la Historia de Honduras, 1964
- Recuerdos de España, 1966